# Lago Tå
Tå (em sueco: Tåsjön) é um lago da Suécia, situado na sua maior parte na comuna de Strömsund no extremo noroeste da província histórica da Ångermanland.